# Het Visserijblad
Het Visserijblad is een Vlaams maandelijks tijdschrift over de wereld van de visserij waarvan het eerste nummer op 25 februari 1933 gepubliceerd werd.
Oorspronkelijk was het een weekblad dat onder de titel Het Visscherijblad verscheen. Na de Tweede Wereldoorlog kreeg het de titel Het Nieuw Visscherijblad. Het Visserijblad, in hedendaagse spelling, dateert van het begin van de jaren vijftig van de twintigste eeuw. In de periode 1952-'54 kende het weekblad een steile opgang en kreeg het een ondertitel: Nieuwsblad van de Kust. In 1954 splitste Pros Vandenberghe, stichter-uitgever van het tijdschrift, beide titels in afzonderlijke bladen. Het Visserijblad specialiseerde zich verder in visserijaangelegenheden, terwijl het Nieuwsblad van de Kust een algemeen informatief weekblad werd. Uiteindelijk bleef alleen Het Visserijblad over.
In 1984, na het overlijden van uitgever Pros Vandenberghe, kwam het weekblad in handen van zijn dochter Martine, die drie jaar later het einde van het tijdschrift aankondigde. Op de valreep, in 1988, werd het echter overgenomen door de vzw Liefkemores. Flor Vandekerckhove werd er de redacteur van en de facto ook de uitgever. Hij vormde het tijdschrift om tot een maandblad dat zich almaar minder richtte op nieuwsgaring, en des te meer op opinies en achtergronden. In 2015 ging Flor Vandekerckhove met pensioen. Het Visserijblad werd toen overgenomen door vzw Climaxi, een sociale klimaatbeweging, die elk jaar nog 1 nummer van het blad uitbrengt.